# Biblioteca Oodi
La Biblioteca Central Oodi de Hèlsinki (en finès: Helsingin keskustakirjasto Oodi), anomenada popularment Biblioteca Oodi, és una biblioteca pública de Helsinki, Finlàndia, que es va inaugurar el 5 de desembre de 2018. La biblioteca està situada a prop de la badia de Töölönlahti, i al costat de l'Auditori i el Kiasma.

## Història

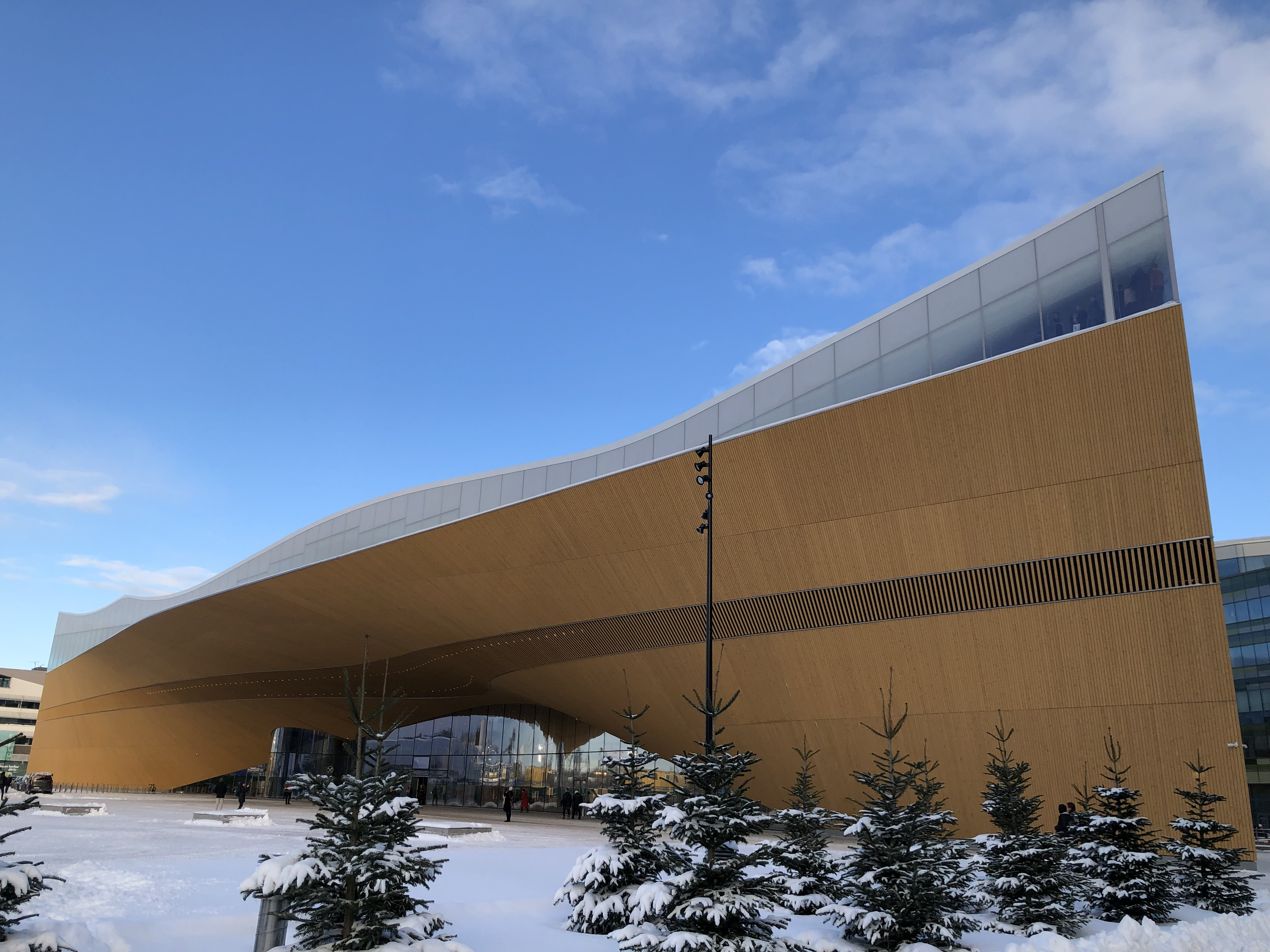

L'any 2012, la licitació per construir la biblioteca la va guanyar l'estudi arquitectònic finès ALA Architects i la consultoria d'enginyeria Ramboll. El projecte de biblioteca preveia un edifici de tres plantes amb una sauna, una sala de cinema a la planta baixa i una façana de fusta. El gener de 2015, l'Ajuntament de Hèlsinki va aprovar el projecte d'edificació. Els costos estimats de la nova biblioteca van ser de 100 milions d'euros, dels quals l'estat en va costejar un terç amb motiu del centenari de la independència de Finlàndia el 2017 i la ciutat la resta.
El 31 de desembre de 2016, es va anunciar que la nova biblioteca seria batejada amb el nom d'Oodi, Ode en suec («Oda»). Fou inaugurada el 5 de desembre de 2018, la vigília del Dia de la Independència de Finlàndia.

## Edifici

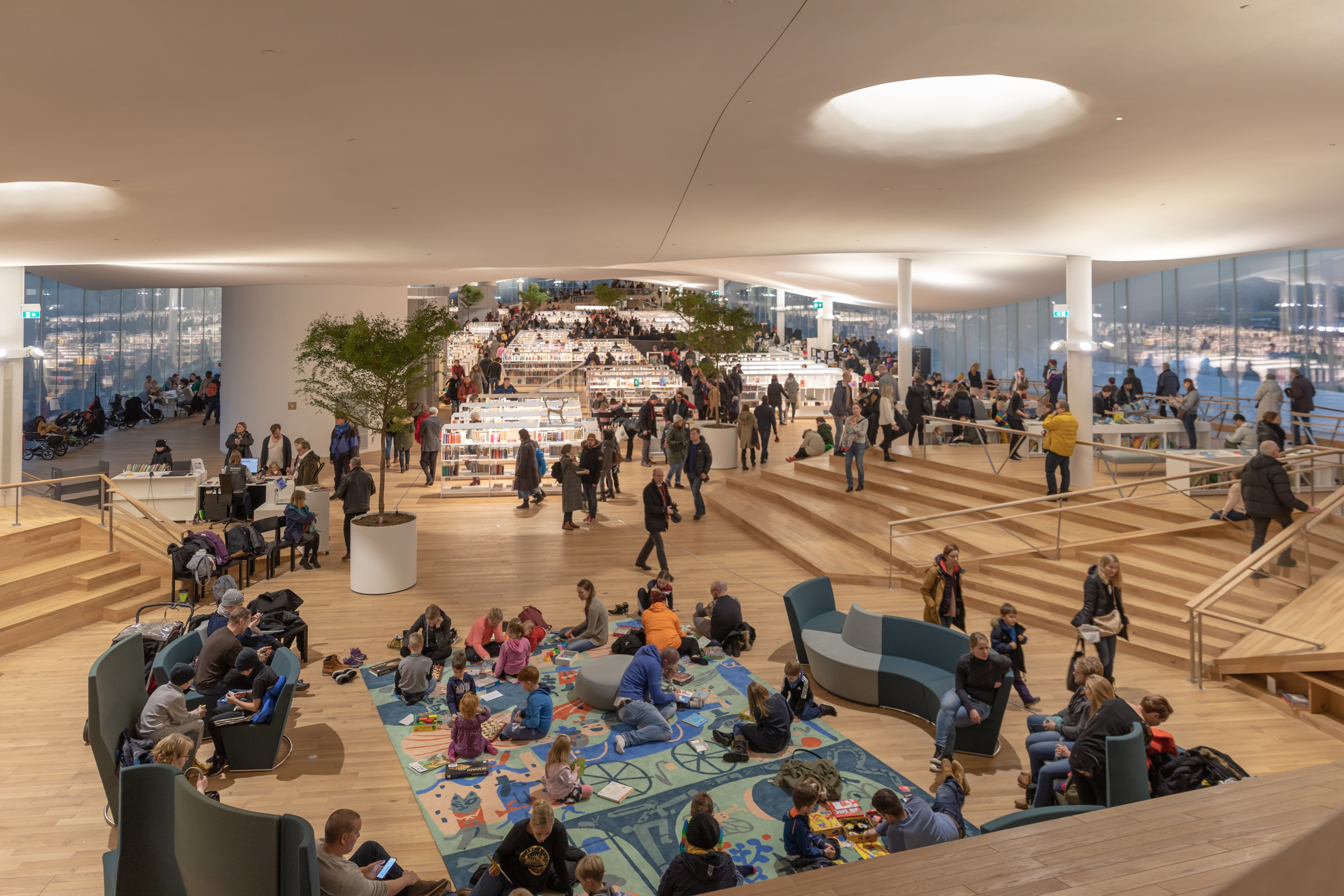
Tercera planta de la Biblioteca Oodi

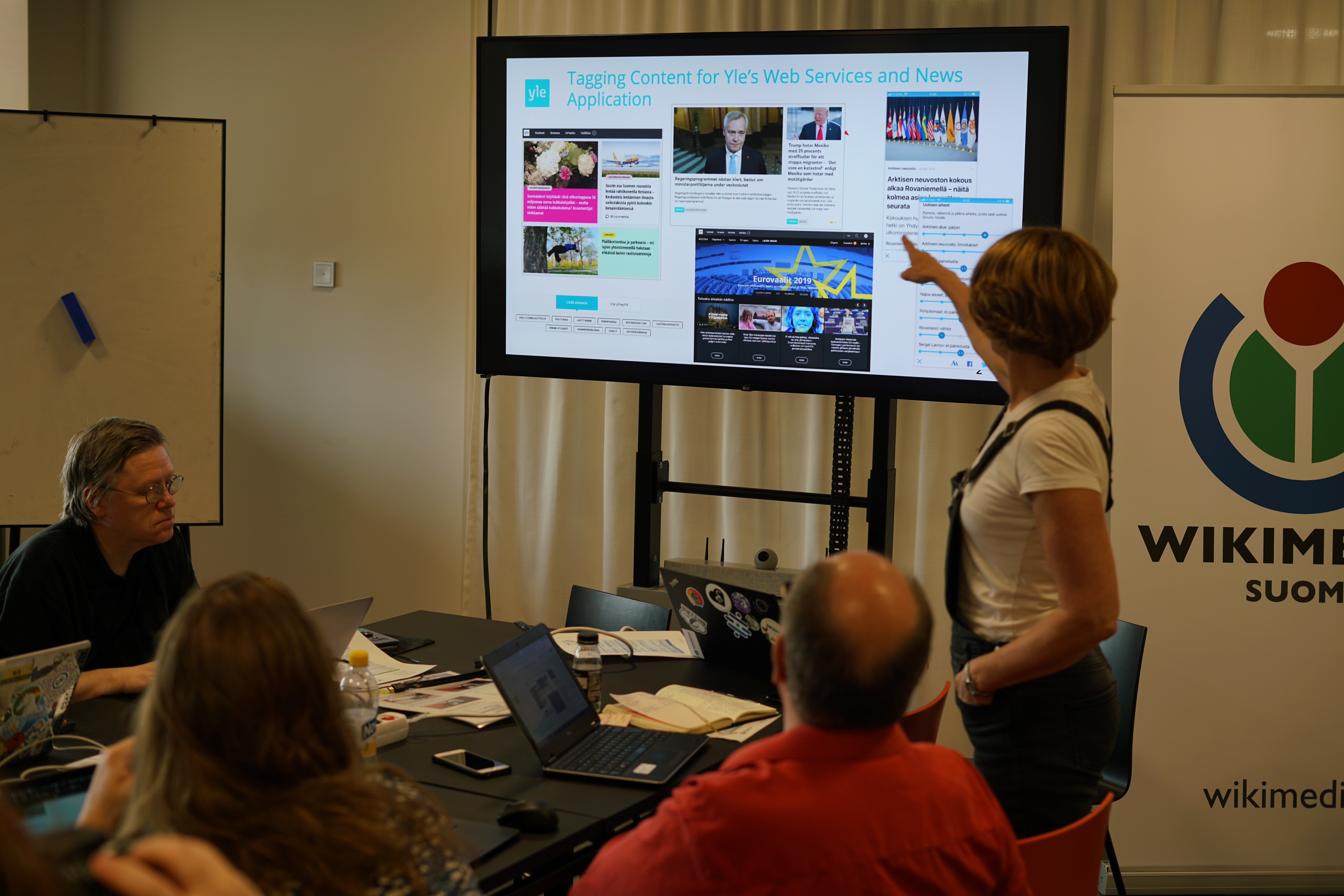

L'edifici té tres plantes amb diferents usos. La planta baixa està pensada com un lloc de trobada per als habitants de la ciutat, amb un cinema, una sala polivalent, una sala d'exposicions d'art digital i un cafè-restaurant. La segona planta compta amb instal·lacions de treball, reunió i oci com impressores 3D i estudis de gravació. A la tercera planta hi ha una biblioteca tradicional amb col·leccions de llibres i seccions infantils. La biblioteca té una col·lecció de 100.000 llibres. Un sistema automatitzat, dissenyat expressament, transporta els llibres retornats a la planta baixa fins a la tercera de 185.000 peus quadrats. La resta dels diferents espais estan dissenyats per a fer-hi reunions i activitats diverses.